# Cleveland Browns 1982
La stagione 1982 dei Cleveland Browns è stata la 33ª della franchigia nella National Football League. A causa di uno sciopero dei giocatori furono disputate solamente nove partite e non vi furono classifiche di division. I Browns terminarono con un record di 4-5 all'ottavo posto nella AFC e furono eliminati nel primo turno di playoff dai Raiders come due anni prima.

## Calendario
| Stagione regolare |              |                        |            |        |                               |          |
| Turno             | Data         | Avversario             | Risultato  | Record | Stadio                        | Pubblico |
| 1                 | 12 settembre | at Seattle Seahawks    | V 21–7     | 1–0    | Kingdome                      | 55,907   |
| 2                 | 19 settembre | Philadelphia Eagles    | S 21–24    | 1–1    | Cleveland Municipal Stadium   | 78,830   |
| 3                 | 27 settembre | Cincinnati Bengals     | cancellata | 1–1    | Cleveland Municipal Stadium   |          |
| 4                 | 3 ottobre    | at Washington Redskins | cancellata | 1–1    | RFK Stadium                   |          |
| 5                 | 10 ottobre   | at Los Angeles Raiders | cancellata | 1–1    | Los Angeles Memorial Coliseum |          |
| 6                 | 17 ottobre   | Baltimore Colts        | cancellata | 1–1    | Cleveland Municipal Stadium   |          |
| 7                 | 24 ottobre   | at Pittsburgh Steelers | rimandata  | 1–1    | Three Rivers Stadium          |          |
| 8                 | 31 ottobre   | Houston Oilers         | cancellata | 1–1    | Cleveland Municipal Stadium\  |          |
| 9                 | 7 novembre   | New York Giants        | cancellata | 1–1    | Cleveland Municipal Stadium   |          |
| 10                | 14 novembre  | at Miami Dolphins      | cancellata | 1–1    | Miami Orange Bowl             |          |
| 11                | 21 novembre  | New England Patriots   | V 10–7     | 2–1    | Cleveland Municipal Stadium   | 51,781   |
| 12                | 25 novembre  | at Dallas Cowboys      | S 14–31    | 2–2    | Texas Stadium                 | 46,267   |
| 13                | 5 dicembre   | San Diego Chargers     | S 13–30    | 2–3    | Cleveland Municipal Stadium   | 54,064   |
| 14                | 12 dicembre  | at Cincinnati Bengals  | S 10–23    | 2–4    | Riverfront Stadium            | 54,305   |
| 15                | 19 dicembre  | Pittsburgh Steelers    | V 10–9     | 3–4    | Cleveland Municipal Stadium   | 67,139   |
| 16                | 26 dicembre  | at Houston Oilers      | V 20–14    | 4–4    | Houston Astrodome             | 36,559   |
| 17                | 2 gennaio    | at Pittsburgh Steelers | S 21–37    | 4–5    | Three Rivers Stadium          | 52,312   |

Note: gli avversari della propria division sono in grassetto.

### Playoff
| Playoff  |                |                            |           |        |                               |          |         |
| Turno    | Data           | Avversario (seed)          | Risultato | Record | Stadio                        | Pubblico | Sintesi |
| Wildcard | 8 gennaio 1983 | at Los Angeles Raiders (1) | S 10–27   | 0–1    | Los Angeles Memorial Coliseum | 56,555   | Recap   |

## Classifiche
| American Football Conference |   |   |   |      |     |     |     |
|                              | V | S | P | %    | PF  | PS  | STR |
| Los Angeles Raiders(1)       | 8 | 1 | 0 | .889 | 260 | 200 | V5  |
| Miami Dolphins(2)            | 7 | 2 | 0 | .778 | 198 | 131 | V3  |
| Cincinnati Bengals(3)        | 7 | 2 | 0 | .778 | 232 | 177 | V2  |
| Pittsburgh Steelers(4)       | 6 | 3 | 0 | .667 | 204 | 146 | V2  |
| San Diego Chargers(5)        | 6 | 3 | 0 | .667 | 288 | 221 | S1  |
| New York Jets(6)             | 6 | 3 | 0 | .667 | 245 | 166 | S1  |
| New England Patriots(7)      | 5 | 4 | 0 | .556 | 143 | 157 | V1  |
| Cleveland Browns(8)          | 4 | 5 | 0 | .444 | 140 | 182 | S1  |
| Buffalo Bills                | 4 | 5 | 0 | .444 | 150 | 154 | S3  |
| Seattle Seahawks             | 4 | 5 | 0 | .444 | 127 | 147 | V1  |
| Kansas City Chiefs           | 3 | 6 | 0 | .333 | 176 | 184 | V1  |
| Denver Broncos               | 2 | 7 | 0 | .222 | 148 | 226 | S3  |
| Houston Oilers               | 1 | 8 | 0 | .111 | 136 | 245 | S7  |
| Baltimore Colts              | 0 | 8 | 1 | .056 | 113 | 236 | S2  |